# Ротенберг Олександр Йосипович
Олександр Йосипович Ротенберг (1886 — після 1943) — революціонер, діяч радянських спецслужб.

## Біографія
Отримав фармацевтичну освіту, працював в аптеці. Заарештовували за зберігання нелегальної літератури в Житомирі. В 1903 або 1905 році вступив в РСДРП. Учасник революцій 1905 року. В 1917 р. вступив у фракцію більшовиків. Учасник революцій 1917 р. В 1917–1918 роках — член Виконавчого комітету Московської Ради. З 1918 року трудився в ВЧК. Спочатку працював слідчим у Відділі по боротьбі з контрреволюцією, потім начальником слідчої частини відділу по боротьбі з контрреволюцією ВЧК. В 1919-1920 рокаах — уповноважений ВЧК на Західному фронті. В 1920-1921 роках — голова Мінської губернської ЧК і голова ЧК УРСР. З листопада 1921 по вересень 1922 рр. — голова ЧК, начальник обласного відділу ГПУ Кримської АРСР, був членом Президії ЦВК. Був знятий з посади на вимогу обкому партії, але залишився заступником нового начальника обласного відділу ДПУ С. Ф. Реденса. В 1923 р. пішов у відставку з органів, але до 1939 р. числився в запасі УНКВС СРСР по Московській області. В 1923-1924 роках — заступник голови правління Фармацевттреста. В 1924-1926 рр. — член правління Госмедторгпрома, уповноважений Госмедторгпрома в Веймарській республіці. З вересня 1926  до 1927  рр. — начальник спецвідділу торгпредства СРСР в Берліні. З травня 1928 р. — директор хімічного тресту Наркомторга СРСР. У 1930-і роки працював в Наркоматі зв'язку СРСР. В 1936 р. — начальник Московського радіотелеграфного центру. Під час Великої Вітчизняної війни працював в органах охорони здоров'я. В 1943 р. у парткомісії Головного політуправління РСЧА був виключений з партії. Подальша доля невідома.
Про особисте життя А. Й. Ротенберга відома його громадянський зв'язок з Ядвігою Гедройц (народилася в 1900 р.) — племінницею Ф. Е. Дзержинського, від якої в 1919 р. народилося двоє дітей.